# Ґрант Шуберт
Ґрант Шуберт (англ. Grant Schubert, 1 серпня 1980) — австралійський хокеїст на траві.
Олімпійський чемпіон 2004 року, бронзовий призер 2008 року.
Переможець Ігор Співдружності 2006 року.
Переможець Трофею чемпіонів 2005, 2008, 2009 років.
Срібний призер Трофею чемпіонів 2003, 2007 років.
Чемпіон світу 2010 року.